# Список народных врачей СССР
Список народных врачей СССР
Ниже приведён список (неполный) народных врачей СССР по годам присвоения звания.

## 1978—1979 годы

### 1978 год
1. Василенко, Виктор Николаевич (1923—2004)
2. Евстратова, Людмила Васильевна (1927—2005)
3. Ильин, Виктор Михайлович (1936—2021)
4. Мадиева, Загипа Мадиевна (1934—2011)
5. Михайлова, Людмила Николаевна (1934—2016)

### 1979 год
1. Джуманова, Назира Юсуповна (род. 1926)
2. Журавлёва, Генриетта Андреевна (род. 1932)
3. Калныня, Дзидра Яновна (1924—2015)[1]
4. Лукашевич, Елена Устиновна (1932—2017)
5. Мошняга, Тимофей Васильевич (1932—2014)
6. Рекумене, Мария Леонардовна (1928—2014)
7. Холматова, Бима-лика (род. 1937)
8. Церодзе, Корнелий Григорьевич (1916—1997)

## 1980—1989 годы

### 1980 год
1. Ибрагимова, Галина Камиловна (1928—2016)
2. Корепанов, Виталий Степанович (1928—2015)
3. Коротун, Мария Степановна (1922—2007)
4. Крупин, Владимир Павлович (1925—2006)
5. Кулишова, Полина Васильевна (1927—2013)
6. Осипов, Евгений Петрович (1929—2016)
7. Поросёнков, Владимир Сергеевич (1930—2021)
8. Хачатрян, Кима Вирабовна (1933—2012)

### 1981 год
1. Березина, Лидия Ивановна (1928—2003)
2. Иргашев, Ильяс (1921—?)
3. Ланина, Зинаида Георгиевна (1926—2016)[2]
4. Магомаева, Зайнаб Шахрудиновна (1924—1995)
5. Усягина, Ксения Петровна (1932—2010)

### 1982 год
1. Бабенко, Лидия Ивановна (1926—2011)
2. Бакирова, Амина Гайфулловна (1932—2013)
3. Гоман, Анатолий Михайлович (1931—2008)
4. Кольцов, Иван Васильевич (1922—2012)
5. Коротков, Николай Георгиевич (1930—2005)
6. Меринов, Александр Васильевич (1919—2006)
7. Нечитайло, Владимир Степанович (1932—2020)
8. Смолин, Владимир Петрович (1928—2004)[3].

### 1983 год
1. Бабурин, Василий Васильевич (1927—2017)
2. Вяткина, Галина Степановна (1935—2022)
3. Кочеткова, Тамара Ивановна (род. 1933)
4. Тепляшин, Геннадий Николаевич (1930—2012)
5. Ядыкина, Людмила Васильевна (1925—2023)

### 1984 год
1. Багиров, Мехти Аббас оглы (1915—2004)
2. Балаян, Кнарик Богдановна (1924—?)
3. Деревянко, Иван Фомич (1922—1996)
4. Канунников, Александр Иванович (1923—2000)[4]
5. Чхобадзе, Отари Митрофанович (1921—1998)

### 1985 год
1. Астафьева, Тамара Аркадьевна (род. 1937)
2. Лакиза, Валентина Михайловна (1933—2015)
3. Обухов, Олег Александрович (1923—2016)
4. Сасим, Александр Иванович (1925—2012)[5]
5. Часовских Василий Макарович (1924—2004)

### 1986 год
1. Войнов, Василий Иванович (1929—2019)
2. Волосевич, Еликанида Егоровна (1928—2008)
3. Григорьев, Фирс Григорьевич (1925—2009)
4. Иванов, Евгений Петрович (1938—1986)
5. Федун, Арнольд Антонович (1928—2021)

### 1987
1. Гердайтите, Миглуте Антановна (род. 1940)
2. Глухов, Юрий Дмитриевич (1922—2001)
3. Кулламаа, Эвальд Юханович (род. 1932)
4. Светляков, Владимир Андреевич (1924—2015)

### 1988 год
1. Зуева, Эмма Николаевна (1936—2019)
2. Крайнык, Богдан Иванович (1930—2004)[6]

### 1989 год
1. Довженко, Александр Романович (1918—1995)

## 1990—1991 годы

### 1990 год
1. Касьян, Николай Андреевич (1937—2009)

### 1991 год
1. Сергеев, Виталий Прокопьевич (1931—2020)